# 19 novembre
Pour les articles homonymes, voir Dix-Neuf-Novembre.
19 octobre 19 décembre
Chronologies thématiques
- Croisades
- Ferroviaires
- Sports
- Disney
- Anarchisme
- Catholicisme

Abréviations / Voir aussi
- (° 1852) = né en 1852
- († 1885) = mort en 1885
- a.s. = calendrier julien
- n.s. = calendrier grégorien
- Calendrier
- Calendrier perpétuel
- Liste de calendriers
- Naissances du jour

Le 19 novembre est le 323e jour de l'année du calendrier grégorien, le 324e en cas d'année bissextile. Il reste 42 jours avant la fin de l'année.
C'était généralement l'équivalent du 29 brumaire du calendrier républicain ou révolutionnaire français, officiellement dénommé jour du cormier.

## Événements

### Vesiècle
- Ou à une autre date de novembre 461 : le général suévo-wisigoth Ricimer devenu patrice des Romains nomme à Ravenne Libius Severus empereur romain d'Occident, le jour même où un nouveau pape est également élu en conclave (voir en religions ci-après).

### VIIesiècle
- 636 : victoire du califat des Rachidoune sur l'empire sassanide, à la bataille d'al-Qadisiyya.

### XVesiècle
- 1493 : découverte de Porto Rico par Christophe Colomb.

### XVIIIesiècle
- 1794 : signature d'un traité à Londres, appelé en anglais le Jay Treaty, d’après le nom de John Jay, président de la Cour suprême des États-Unis.

### XIXesiècle
- 1809 : bataille d'Ocaña.
- 1863 : Abraham Lincoln prononce le Gettysburg Address.
- 1885 : victoire bulgare, à la bataille de Slivnitsa, pendant la guerre serbo-bulgare.

### XXesiècle
- 1941 : bataille entre le Sydney et le Kormoran, pendant la Seconde Guerre mondiale.
- 1942 : contre-attaque de l'Armée rouge, qui encercle les forces allemandes, à Stalingrad, lors de l'opération Uranus.
- 1943 : révolte et liquidation du camp de concentration de Janowska.
- 1944 : entrée des troupes Américaines dans Metz.
- 1946 : l'Afghanistan intègre l'O.N.U.
- 1968 : prise de pouvoir de Moussa Traoré, au Mali.
- 1977 : Anouar El Sadate effectue une visite historique en Israël.
- 1985 : ouverture du sommet de Genève, entre Ronald Reagan et Mikhaïl Gorbatchev.
- 1990 : signature du traité sur les forces conventionnelles en Europe, entre les blocs est et ouest, mettant fin à la guerre froide.

### XXIesiècle
- 2002 : le navire pétrolier Prestige se brise en deux, provoquant une importante marée noire.
- 2005 : massacre de Haditha.
- 2009 : Herman Van Rompuy est élu premier président du Conseil européen.
- 2011 : Saïf al-Islam Kadhafi est arrêté dans le sud de la Libye.
- 2012 : 
  - Sato Kilman est réélu au poste de Premier ministre du Vanuatu.
  - Fin du siège du Régiment 46, pendant la guerre civile syrienne.
- 2017 :
  - l'Armée arabe syrienne et ses alliés reprennent Boukamal à l'organisation dite État islamique.
  - Au Chili, élections législatives, et premier tour de l'élection présidentielle.
- 2022 : en Malaisie, les élections législatives se déroulent afin de renouveler les 222 membres du Dewan Rakyat, la chambre des représentants du pays[1]. Et à la suite de ce scrutin le roi Abdullah Shah nomme Anwar Ibrahim Premier ministre du royaume.

- 2023 : en Argentine, le libertarien d'extrême droite Javier Milei (photo) l'emporte au second tour de l’élection présidentielle argentine sur le ministre de l'Économie sortant, Sergio Massa[2].

- 2024 :
  - le président de la république autoproclamée d'Abkhazie Aslan Bjania démissionne à la suite de manifestations contre un projet d'accord d'investissement avec la Russie[3].
  - Abdirahman Mohamed Abdullahi (photo) est proclamé vainqueur de l'élection présidentielle dans la république autoproclamée du Somaliland[4].

## Arts, culture et religion
- 461 : élection du pape Hilaire le jour même où un nouvel empereur romain d'Occident est également nommé (voir ci-avant).
- 1523 : élection du pape Clément VII.
- 1816 : fondation de l'université de Varsovie.
- 1819 : ouverture du musée du Prado.
- 1954 : lancement de la chaîne de télévision Télé Monté-Carlo, à l'occasion de la « fête du prince » monégasque.
- 2007 : Sortie de l'album live Alive 2007 des Daft Punk, tiré de leur performance au palais omnisports de Paris-Bercy le 14 juin de la même année.
- 2017 : première « journée Mondiale des Pauvres »[5].

## Sciences et techniques
- 1969 : alunissage d'Apollo 12.
- 1999 : lancement de Shenzhou 1.
- 2006 : Nintendo lance la Wii, d'abord en Amérique du Nord.
- 2007 : lancement de la première « liseuse », Kindle, par l'entreprise Amazon.
- 2020 : la Fondation nationale pour la science annonce la fermeture du radiotélescope d'Arecibo, qui était le plus grand du monde de 1963 à 2016[6].
- 2021 : une éclipse lunaire partielle et remarquablement longue est visible depuis l'Asie, l'Australie, l'Océanie, l'Amérique du Nord et l'Amérique du Sud[7].

## Société
- 1404 : raz-de-marée de la Sainte-Élisabeth.
- 1421 : nouveau raz-de-marée de la Sainte-Élisabeth.
- 1424 : nième raz-de-marée de la Sainte-Élisabeth (17 novembre, pour cette « fête »).
- 1933 : les femmes votent pour la première fois à une élection libre, aux élections générales espagnoles, pendant la seconde république.
- 1977 : accident du Vol 425 TAP Air Portugal.
- 1999 : première « journée internationale de l'homme ».
- 2013 : 
  - écrasement d'un avion touristique dans l'Yonne, causant six morts.
  - À Beyrouth, un double attentat provoque vingt-trois morts.
- 2022 : aux États-Unis, une fusillade dans un bar LGBT de Colorado Springs, fait 5 morts et 18 blessés[8].

## Naissances

### XIIIesiècle
- 1235 : Henri XIII de Bavière, duc de Bavière de la Maison de Wittelsbach († 3 février 1290).

### XVesiècle
- 1413 : Frédéric II de Brandebourg, électeur de Brandebourg et burgrave de Nuremberg († 10 février 1471).
- 1464 : Go-Kashiwabara, empereur du Japon († 19 mai 1526).

### XVIesiècle
- 1503 : Pierre-Louis Farnèse, le premier duc de Castro et le premier duc de Parme et Plaisance († 10 septembre 1547).
- 1597 : Élisabeth-Charlotte du Palatinat, princesse allemande († 26 avril 1660).
- 1600 : Charles Ier, roi d'Angleterre († 30 janvier 1649).

### XVIIIesiècle
- 1729 : François-Jean de Mesnil-Durand, tacticien français († 31 juillet 1799).
- 1732 : 
  - Antoine-Jean Amelot de Chaillou, magistrat et homme d'état français († 20 avril 1795).
  - Nicolas Hurtault-Pinchart, juriste français († 26 mai 1810).
- 1749 : Jean-Baptiste L'Olivier, homme de guerre, général († 16 avril 1819)
- 1754 : Pedro Romero, matador espagnol († 10 février 1839).
- 1799 : René Caillié, explorateur français († 17 mai 1838).

### XIXesiècle
- 1805 : 
  - Lakshmî Bâî, Héroïne de la Révolte des Cipayes († 18 juin 1858).
  - Ferdinand de Lesseps, ingénieur et entrepreneur français († 7 décembre 1894).
- 1822 : Francesc Martorell Peña, mécène catalan († 9 novembre 1878).
- 1831 : James A. Garfield, 20e Président des États-Unis († 19 septembre 1881).
- 1836 : Isabel Larrañaga Ramírez, religieuse fondatrice, vénérable († 17 janvier 1899).
- 1839 : Emil Škoda, ingénieur et industriel tchèque, fondateur du groupe de construction mécanique Škoda († 8 août 1900).
- 1853 : Gabriel Hanotaux, historien, diplomate et homme politique français († 11 avril 1944).
- 1859 : Mikhaïl Ippolitov-Ivanov, compositeur et pédagogue russe († 28 janvier 1935).
- 1876 : Louis de Fleurac, athlète, graveur et illustrateur français († 20 mars 1965).
- 1883 : Roman Dyboski, philologue et chercheur en littérature, polonais († 1er juin 1945).
- 1884 : Gaston Cyprès, footballeur français († 18 août 1925).
- 1888 : José Raúl Capablanca, joueur d'échecs cubain († 8 mars 1942).
- 1898 : William Sheldon, psychologue américain († 16 octobre 1977).
- 1900 : Bunny Ahearne, dirigeant de hockey sur glace britannique († 11 avril 1985).

### XXesiècle
- 1905 :
  - Tommy Dorsey, tromboniste, trompettiste et chef d’orchestre de jazz américain († 26 novembre 1956).
  - Henri Frenay, résistant et homme politique français († 6 août 1988).
- 1907 : 
  - James Darcy Freeman, prélat australien († 16 mars 1991).
  - Luigi Beccali, athlète italien spécialiste du demi-fond, champion olympique († 29 août 1990).
- 1916 : George Hall, acteur canadien († 21 octobre 2002).
- 1917 : Indira Gandhi, femme politique indienne († 31 octobre 1984).
- 1919 :
  - Gillo Pontecorvo, réalisateur italien († 12 octobre 2006).
  - Alan Young, acteur, réalisateur et scénariste britannique († 19 mai 2016).
- 1920 : Gene Tierney, actrice américaine († 6 novembre 1991).
- 1921 : 
  - Roy Campanella, joueur de baseball américain († 26 juin 1993).
  - Henri de Turenne, scénariste et journaliste français († 23 août 2016).
- 1925 : Zygmunt Bauman, sociologue britannique et polonais († 9 janvier 2017).
- 1927 : André Persiani, pianiste de jazz français († 2 janvier 2004).
- 1930 : Guy Blanc (Guy Marie Alfred Blanc dit), réalisateur et directeur de production français de "La Guéville".
- 1932 : Alfonso Caycedo, neuropsychiatre et professeur de psychiatrie, fondateur de la sophrologie († 11 septembre 2017).
- 1933 : Larry King, présentateur de télévision américain († 23 janvier 2021).
- 1934 : Sam Szafran, artiste peintre français († 14 septembre 2019).
- 1935 : Rashad Khalifa, chimiste, traducteur, biochimiste, informaticien et imam égyptien puis américain († 31 janvier 1990).
- 1936 : Dick Cavett, acteur, scénariste et animateur intervieweur de télévision américain.
- 1937 : Haydee Tamara Bunke Bider, révolutionnaire communiste argentine d'origine allemande († 31 août 1967).
- 1938 : Ted Turner, producteur et homme d'affaires américain.
- 1939 : 
  - Marcel Béliveau, animateur, réalisateur et comédien canadien († 28 mai 2009).
  - Emil Constantinescu, ancien Président de la Roumanie de 1996 à 2000.
- 1940 : 
  - Joss Flühr, actrice néerlandaise.
  - Jean Pierson, ingénieur et industriel français († 3 novembre 2021).
- 1941 : Ivanka Hristova, athlète bulgare championne olympique du lancer du poids († 24 février 2022).
- 1942 : Calvin Klein, couturier américain.
- 1944 : Dennis Hull, hockeyeur professionnel canadien.
- 1945 : 
  - Hervé Claude, journaliste et écrivain français.
  - Hans Monderman, ingénieur urbaniste néerlandais († 7 janvier 2008).
- 1946 : Zenon Czechowski, coureur cycliste polonais († 17 novembre 2016).
- 1948 : 
  - Antonio José Galán, matador espagnol († 12 août 2001).
  - Stéphane Paoli, journaliste français.
- 1949 : 
  - Claude Quenneville, commentateur de sport québécois.
  - André Stas, écrivain, poète, collagiste, pataphysicien et plasticien autodidacte belge
- 1951 : Gerhard Feige, prélat et théologien catholique allemand, évêque de Magdebourg.
- 1952 : Urruti (Francisco Javier González Urruticoechea dit), footballeur espagnol († 24 mai 2001).
- 1953 :
  - Robert Beltran, acteur américain.
  - Patrick de Carolis, journaliste, écrivain, producteur, animateur et dirigeant français de télévision, académicien ès beaux-arts, directeur de musée, maire d'Arles.
  - Kanybek Osmonaliyev, haltérophile kirghize champion olympique.
- 1954 :
  - Réjean Lemelin, gardien de but québécois de hockey sur glace.
  - Kathleen Quinlan, actrice américaine.
- 1955 : Ihor Chtcherbakov, compositeur ukrainien
- 1956 : Eileen M. Collins, astronaute américaine.
- 1957 : Ofra Haza, chanteuse israélienne († 23 février 2000).
- 1958 :
  - Jean-François Clervoy, spationaute français.
  - Charlie Kaufman, scénariste et réalisateur américain.
  - Mette Mestad, biathlète norvégienne.
- 1959 :
  - Charles Bourgeois, hockeyeur professionnel canadien.
  - Allison Janney, actrice américaine.
- 1960 : Matt Sorum, musicien américain, batteur du groupe Guns N' Roses.
- 1961 : Meg Ryan, actrice américaine.
- 1962
  - Jodie Foster, actrice et réalisatrice américaine.
  - Nicole Stott, astronaute américaine.
- 1963 : 
  - Éric Bonneval, joueur de rugby à XV français.
  - Terry Farrell, actrice américaine.
  - Jon Potter, joueur de hockey sur gazon britannique, champion olympique.
- 1964 :
  - Yelena Naimushina, gymnaste artistique soviétique.
  - Nicholas Patrick, astronaute américain.
- 1965 : Laurent Blanc, footballeur et entraîneur français.
- 1966 : 
  - Gail Devers, athlète de sprint américaine.
  - Jason Scott Lee, acteur et spécialiste en art martiaux américain.
- 1968 : Gordon Fraser, coureur cycliste canadien.
- 1969 :
  - Allison Balson, actrice américaine.
  - Richard Virenque, cycliste français.
- 1971 : Jeremy McGrath, pilote de motocross américain.
- 1976 :
  - Robin Dunne, acteur américain.
  - Petr Sýkora, hockeyeur professionnel tchèque.
- 1977 : 
  - Chan Hoi-yan, femme politique hongkongaise.
  - Kerri Strug, gymnaste américaine, championne olympique.
- 1979 : Ryan Howard, joueur de baseball américain.
- 1980 : Jamison Brewer, basketteur américain.
- 1983 :
  - Chandra Crawford, fondeuse canadienne.
  - Adam Driver, acteur américain.
  - Meseret Defar, athlète éthiopienne, double championne olympique du 5 000 m.
- 1984 : 
  - Eduardo Gallo, matador espagnol.
  - Sarah Stern, actrice française.
- 1986 :
  - Michael Saunders, joueur de baseball américain.
  - Jessica Schipper, nageuse australienne.
- 1987 :
  - Elisabeth Egnell, joueuse suédoise de basket-ball.
  - Cédric Le Maoût, acteur et réalisateur français.
- 1988 :
  - Claire Fauvel, dessinatrice de bande dessinée.
  - Patrick Kane, hockeyeur professionnel américain.
- 1989 :
  - Tyga (Michael Ray Nguyen-Stevenson dit), chanteur américain.
  - Caitlynne Medrek, actrice canadienne.
- 1990 :
  - Hugo Bonneval, rugbyman français.
  - Rémi Lesca, basketteur français.
  - John Moore, hockeyeur américain.
- 1991 :
  - Michael Conlan, boxeur irlandais.
  - Florent Mollet, footballeur français.
- 1995 : Abella Danger, actrice pornographique américaine.
- 1997 :
  - Zach Collins, joueur de basket-ball américain.
  - Léna Mahfouf, vidéaste web et influenceuse française.
  - Premiers septuplés connus dans l'Histoire à avoir tous survécu, des Américains de l'Iowa dont la mère avait suivi un traitement contre la stérilité[9].

### XXIesiècle
- 2009 : Gaston d'Orléans, fils de Jean d'Orléans.

## Décès

### Vesiècle
- 498 : Anastase II, 50e pape (° inconnue).

### VIIIesiècle
- 766 : Ecgberht, premier archevêque d'York (° inconnue).

### XIVesiècle
- 1316 : Jean Ier, roi de France (° 15 novembre 1316).
- 1350 : Raoul II de Brienne, militaire français (° inconnue).

### XVesiècle
- 1415 : Baudoin d'Ailly, officier de la couronne de France (° v. 1355).

### XVIesiècle
- 1557 : Bona Sforza, reine de Pologne, épouse du roi Sigismond Ier (° 2 février 1494).

### XVIIesiècle
- 1665 : Nicolas Poussin, peintre français (° 15 juin 1594).

### XVIIIesiècle
- 1703 : l'homme au masque de fer, prisonnier français (° inconnue).
- 1782 : Christine de Saxe, abbesse de Remiremont (° 12 février 1735).
- 1798 : Theobald Wolfe Tone, avocat et nationaliste irlandais (° 20 juin 1763).

### XIXesiècle
- 1828 : Franz Schubert, compositeur autrichien (° 31 janvier 1797).
- 1886 : 
  - Eugène Petit, peintre français (° 8 juillet 1838).
  - Mathias Schiff, sculpteur français (° 15 janvier 1862).
- 1892 : Antonio de Torres, luthier espagnol (° 13 juin 1817).
- 1895 : Lucien-Louis Bonaparte, prélat français (° 15 novembre 1828).
- 1899 : Yan' Dargent, peintre français (° 15 octobre 1824).

### XXesiècle
- 1921 : Adrien Dollfus, zoologiste français (° 21 mars 1858).
- 1924 : Michael Logue, prélat irlandais (° 1er octobre 1840).
- 1940 : Wacław Berent, écrivain et traducteur polonais (° 28 septembre 1873).
- 1942 : Bruno Schulz, écrivain et graphiste polonais (° 12 juillet 1892).
- 1949 : James Ensor, peintre belge (° 13 avril 1860).
- 1956 : Francis L. Sullivan, acteur britannique (° 6 janvier 1903).
- 1959 : Joseph Charbonneau, archevêque de Montréal de 1940 à 1950 (° 31 juillet 1892).
- 1982 : Erving Goffman, sociologue américain (° 11 juin 1922).
- 1988 : Christina Onassis, fille d'Aristote Onassis (° 11 décembre 1950).
- 1991 : Gilles Rivard, auteur-compositeur-interprète québécois (° 1er mars 1949).
- 1992 : Diane Varsi, actrice américaine (° 23 février 1938).
- 1998 :
  - Tetsuya Théodore Fujita, scientifique japonais (° 23 octobre 1920).
  - Earl Kim, compositeur américain (° 6 janvier 1920).
  - Alan J. Pakula, cinéaste américain (° 7 avril 1928).
- 1999 : Henri Giraud, aviateur français (° 16 mai 1920).
- 2000 : Robert Escarpit, écrivain et journaliste français (° 24 avril 1918).

### XXIesiècle
- 2001 : 
  - Marcelle Ferron, artiste peintre et maître verrier québécoise (° 29 janvier 1924).
  - Line Mary-Louassier, haltérophile française (° 6 février 1972).
- 2003 : 
  - Olivér György Dely, herpétologiste hongrois (° 27 avril 1927).
  - Roland Leclerc, prêtre catholique québécois, animateur d’émissions religieuses (° 1946).
  - Greg Ridley, musicien britannique, bassiste du groupe Humble Pie (° 23 octobre 1947).
- 2004 : John Robert Vane, médecin et pharmacologue britannique, Prix Nobel de physiologie ou médecine en 1982 (° 29 mars 1927).
- 2005 : Bruno Bonhuil, pilote de moto français (° 3 janvier 1960).
- 2006 :
  - Francis Girod, cinéaste français (° 9 octobre 1944).
  - Jeremy Slate, acteur américain  (° 17 février 1926).
- 2007 :
  - André Bettencourt, homme politique français académicien ès beaux-arts (° 21 avril 1919).
  - Kevin DuBrow, musicien américain, chanteur du groupe Quiet Riot (° 29 octobre 1955).
  - Magda Szabó, écrivaine hongroise (° 5 octobre 1917).
  - Dick Wilson, acteur britannique (° 30 juillet 1916).
- 2008 :
  - Carole Caldwell Graebner, joueuse de tennis américaine (° 24 juin 1943).
  - John Michael Hayes, scénariste et producteur de cinéma américain (° 11 mai 1919).
  - Charles Matton, peintre, sculpteur, illustrateur, écrivain, photographe, vidéaste, scénariste et réalisateur de cinéma français (° 13 septembre 1931).
- 2010 :
  - Pat Burns, entraineur de hockey canadien (° 4 avril 1952).
  - Marcel Robin, sociologue français (° 14 mai 1924).
- 2013 : Frederick Sanger, biochimiste britannique, double lauréat du prix Nobel de chimie en 1958 et en 1980 (° 13 août 1918).
- 2014 : Mike Nichols,réalisateur et producteur américain d'origine allemande (° 6 novembre 1931).
- 2015 :
  - Anne Caseneuve, navigatrice française (° 12 avril 1964).
  - Giorgis Xylouris, producteur radio et co-gestionnaire grec, fils de Nikos, neveu d'Antonis, cousin de Yorgos ou Giorgos Xylouris (en) (Γιώργoς Ξυλούρης) (°C. 1960)[10].
- 2016 :
  - Nariman Azimov, compositeur et chef d’orchestre azerbaïdjanais (° 1er juin 1936).
  - Raymond Fobete, entraîneur de football camerounais (° ?).
  - Claudine Gothot-Mersch, philologue belge (° 14 août 1932).
  - Erhard Grzybek, historien allemand (° 18 février 1939).
  - Jacques Henry, pilote de rallye automobile français (° 15 mai 1942).
  - Heribert Sasse, acteur et metteur en scène autrichien (° 28 septembre 1945).
  - Paul Sylbert, directeur artistique américain (° 16 avril 1928).
- 2017 : 
  - Peter Baldwin, réalisateur, producteur et scénariste américain (° 11 janvier 1931).
  - Andrea Cordero Lanza di Montezemolo, cardinal catholique italien (° 27 août 1925).
  - Charles Manson, criminel américain (° 12 novembre 1934).
  - Gottlieb Lobe Monekosso, ministre camerounais (° 13 novembre 1928).
  - Jana Novotná, joueuse de tennis tchécoslovaque puis tchèque (° 2 octobre 1968).
  - Della Reese, actrice et chanteuse afro-américaine (° 6 juillet 1931).
  - Elias Tolentino, basketteur philippin (° 5 novembre 1942).
- 2018 :
  - Mohand Akli Haddadou, linguiste et écrivain algérien (° 24 novembre 1954).
  - Georges Benedetti, médecin et homme politique français (° 29 juillet 1930).
  - Dominique Blanchar, actrice française (° 2 juin 1927).
  - Alfred Evers, homme politique belge (° 13 mai 1935).
  - Apisai Ielemia, homme politique tuvaluan (° 19 août 1955).
  - Dan Maloney, hockeyeur sur glace canadien (° 24 septembre 1950).
- 2019 : Hervé Baslé, réalisateur, auteur et scénariste français et breton connu pour de grandes fresques télévisuelles « ethnographiques » (° 20 janvier 1938).
- 2021 : Abderrahmane Amalou, Jade Chkif, Josée Forest-Niesing, Will Ryan, György Schöpflin, Hank Von Helvete.
- 2022 : 
  - Greg Bear, écrivain de science-fiction américain (° 20 août 1951).
  - Nico Fidenco, auteur-compositeur-interprète italien (° 24 janvier 1933).
  - Jason David Frank, acteur et combattant d'arts martiaux mixtes (MMA) américain (° 4 septembre 1973).
  - Joëlle Guillais, écrivaine française (° 10 août 1952).
  - Gwendolyn Leick, historienne et assyriologue britannique (° 25 février 1951).
  - Daisy Tourné, enseignante, orthophoniste et femme politique uruguayenne (° 17 mars 1951).
- 2023 :
  - Joss Ackland, acteur britannique (° 29 février 1928).
  - Giuseppe Arzilli, homme politique de Saint-Marin (° 20 janvier 1941).
  - Rosalynn Carter, militante des droits de l'homme américaine et Première dame des États-Unis (° 18 août 1927).
  - Gilles Cohen, mathématicien (° 11 décembre 1951).
  - Sanjay Gadhvi, réalisateur et scénariste indien (° 22 novembre 1966).
  - Marisa Jossa, mannequin italienne (° 15 septembre 1938).
  - Anna Kanakis, mannequin, actrice et romancière italienne (° 1er février 1962).
  - Marcel Lessard, contremaître et homme politique canadien (° 14 août 1926).
  - Colette Maze, pianiste française (° 16 juin 1914).
  - Madeleine des Rivières, écrivaine et traductrice canadienne (° 29 avril 1932).
  - Vincentius Sensi Potokota, évêque indonésien (° 11 juillet 1951).
  - Hannes Strydom, joueur de rugby à XV sud-africain (° 13 juillet 1965).
  - Sara Tavares, interprète, compositrice et guitariste portugaise (° 1er février 1978).
  - Guy Vattier, homme politique français (° 8 mars 1939).
- 2024 :
  - Odile Bailleux, organiste et claveciniste française (° 30 décembre 1939).
  - Cesare Bonizzi, prêtre catholique italien (° 15 mars 1946).
  - Tony Campolo, pasteur chrétien baptiste américain (° 25 février 1935).
  - Bernadette Després, illustratrice et autrice de bandes dessinées française (° 28 mars 1941).
  - William Pinville, comédien français, spécialisé dans la voix off (° ).

## Célébrations

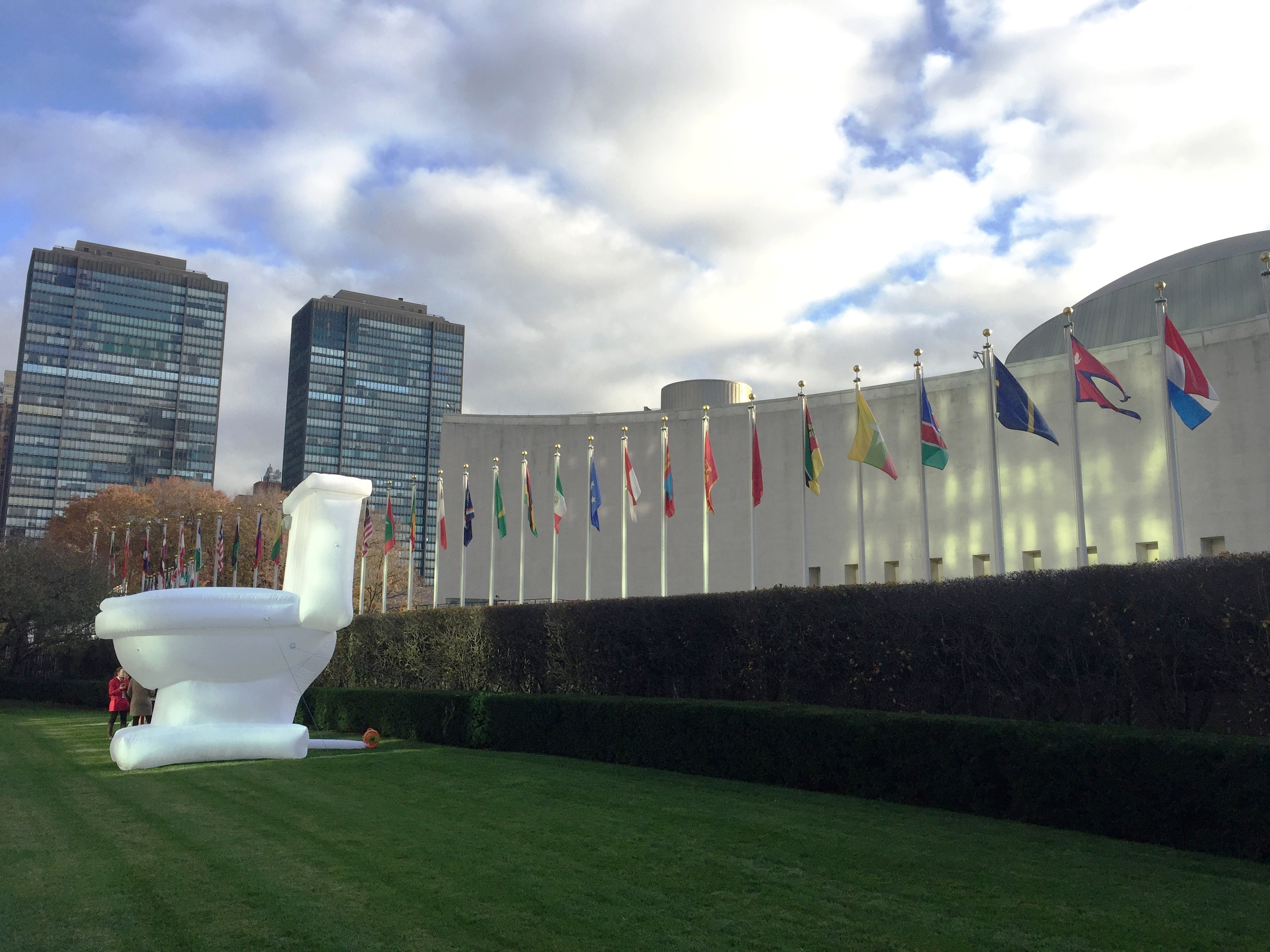
Des toilettes géantes devant le siège des Nations unies à New York pour le World Toilet Day de 2013

- WWSF : journée internationale pour la prévention des abus envers les enfants créée en 2000 par la Fondation Sommet mondial des femmes (FSMF / WWSF)[11].
- Nations unies : 
  - journée mondiale des toilettes décidée en 2001 à Singapour en mémoire du jour de création d'une Organisation mondiale des toilettes[12] (photographie ci-contre) ;
  - journée internationale du jeu d'échecs[13].
- Journée internationale de l'homme[14], pendant des 8 mars pour la femme.

- Brésil : dia da bandeira, journée du drapeau[15].
- Monaco (Europe) : fête du prince[16].
- Porto Rico : día del descubrimiento de Puerto Rico / jour de la découverte de Porto Rico commémorant la découverte de ce territoire par Christophe Colomb lors d'un second voyage en 1493[17].

### Saints des Églises chrétiennes

#### Catholique et orthodoxe
- Aldegrin († 939), Moine dans le Jura [18]
- Anastase II († 498), Pape.
- Atton († 1010), évêque.
- Aymard († 942), bienheureux Abbé de Cluny.
- Barlaam († v. 303), Martyr à Antioche de Syrie.
- Cydroine (IIIe siècle), Martyr.
- Ermenburge († 700), Princesse devenue abbesse.
- Eudes († v. 720), moine.
- Exupère († v. 170), Martyr.
- Fauste d'Alexandrie (IVe siècle), martyr.
- Héliodore (IIIe siècle), martyr.
- Hilarion († 882), moine.
- Houardon († 577), Évêque.
- Jacques de Sasseau († 865), Ermite.
- Maxime de Césarée (IIIe siècle), chorévêque en Cappadoce mort martyr[19].
- Simon (Xe siècle), Ermite.
- Tanguy († 594), Tanguy de Locmazhé, jeune seigneur breton formé à la cour d'un roi mérovingien ; ayant tué sa sœur par méprise il se retire au monastère de l'île de Batz près de la Bretagne puis fonde une nouvelle abbaye.
- Théodemir († 585), moine.
- Tuton († 815), moine.

#### Saints ou bienheureux des Églises catholiques
- Alexandre Planas († 1936), bienheureux religieux espagnol - martyr de la guerre civile espagnole.
- Elisée Garcia († 1936), bienheureux religieux espagnol - martyr de la guerre civile espagnole.
- Jacques Benfatti († 1332), Prêtre dominicain italien.
- Mechtilde de Helfta († v. 1298), Moniale et mystique Allemande.
- Raphaël Kalinowski († 1907), prêtre carme polonais restaurateur du Carmel en Pologne[20].
- Raymond de la Bruguiere († v. 1180), Hospitalier.

#### Saints orthodoxes?
Outre les saints œcuméniques voire pré-schismatiques ci-avant", aux dates éventuellement différentes dans les calendriers julien, orientaux ...
- Philarète de Moscou († 1867), Métropolite de Moscou

### Prénoms du jour
Bonne fête aux Tanguy et ses variantes : Tangi, Tangui et Tanneguy.
Et aussi aux :
- Ethbin,
- Eudes et ses variantes féminines : Eudeline et Eudine (fête majeure les 19 août).

## Traditions et superstitions

### Dictons du jour
- « À la saint-Tanguy, jamais vent ne languit. »[22]
- « À la saint-Tanguy, le temps est toujours gris. »[23]
- « Saint-Roland [15 septembre] aux champs, saint-Tanguy à l'écurie. »[24]

### Astrologie
- Signe du zodiaque : 28e jour du Scorpion.

## Toponymie
- Les noms de plusieurs voies, places, sites ou édifices, de pays ou provinces francophones contiennent cette date : voir Dix-Neuf-Novembre .